# Douglas DC-2

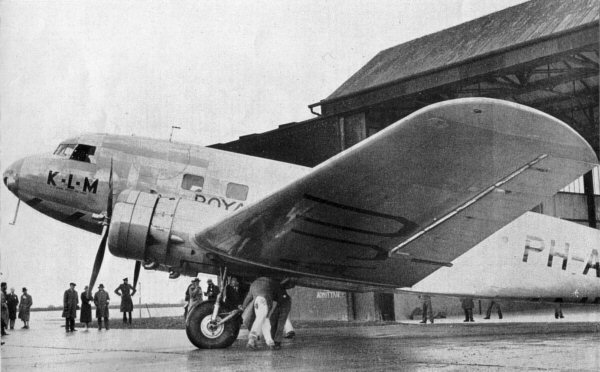
Douglas DC-2 der KLM

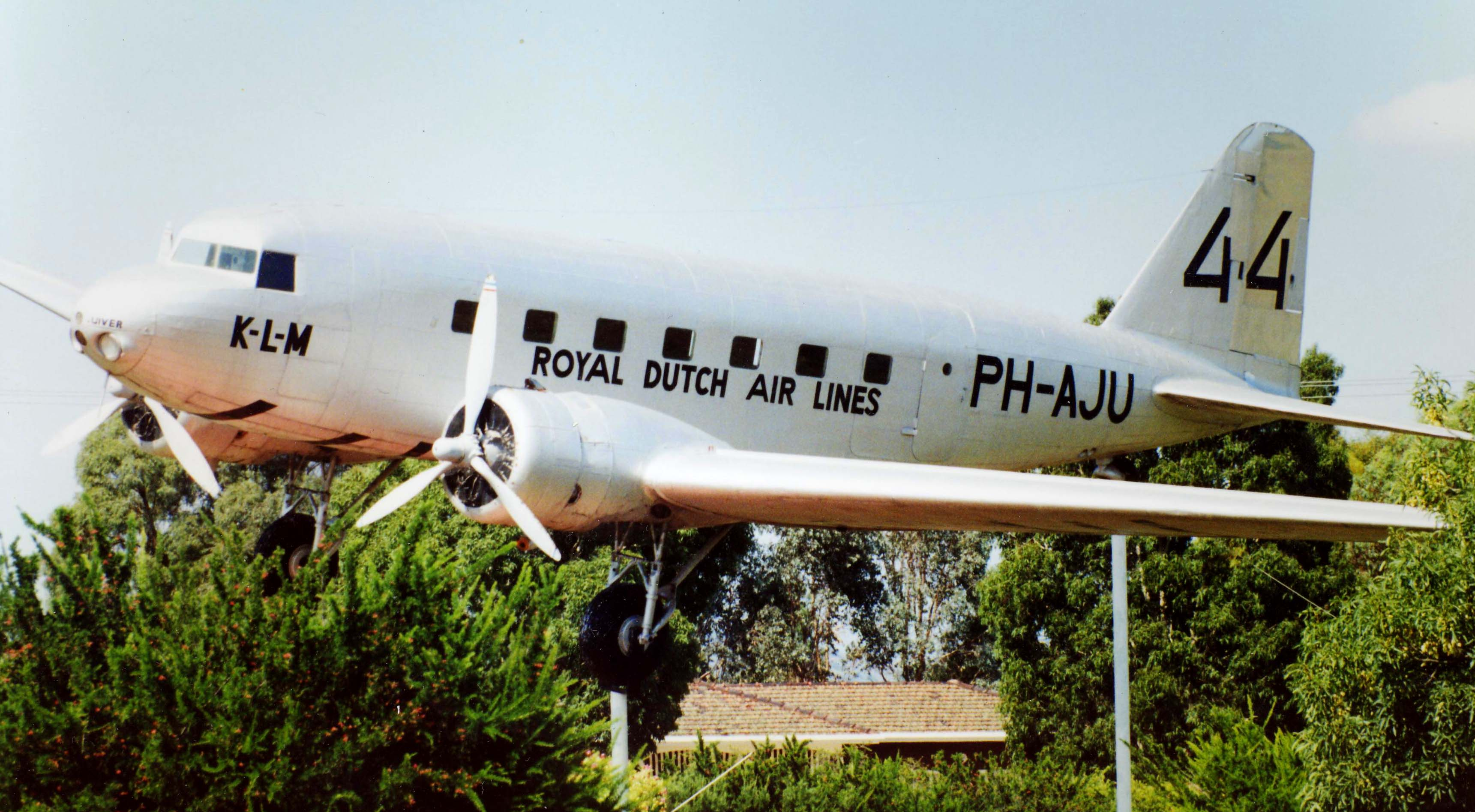
Douglas DC-2, ausgestellt in Australien

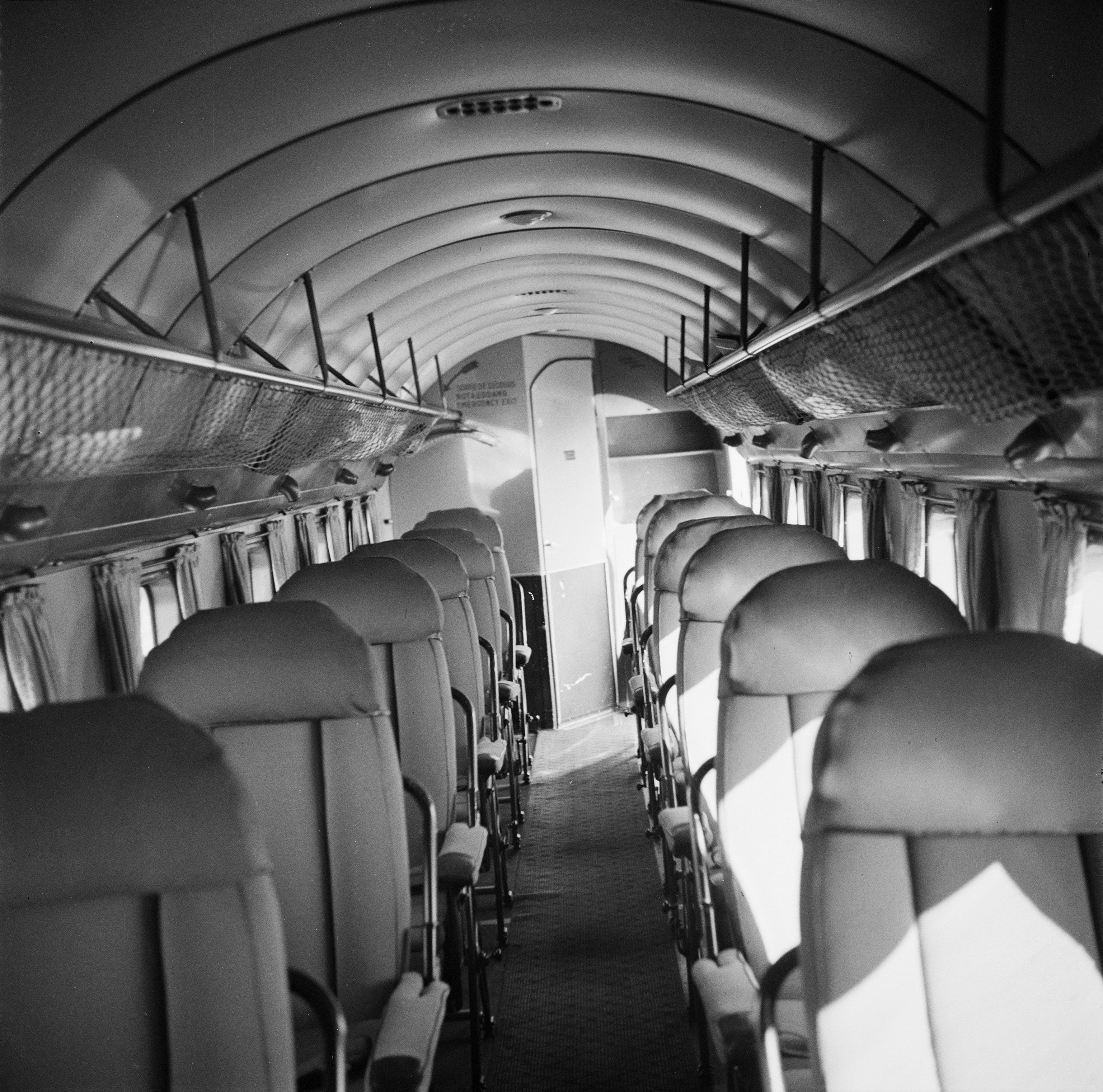
Kabine

Die Douglas DC-2 ist ein zweimotoriges Verkehrsflugzeug der Douglas Aircraft Company und hatte ihren Erstflug am 11. Mai 1934 vom Flugplatz Santa Monica in Kalifornien aus. Sie bot Platz für 14 Passagiere und war als Konkurrenz zur Boeing 247 konzipiert. Ab 1936 wurde mit der DC-3 eine vergrößerte Version gebaut, die eines der erfolgreichsten Flugzeuge der Welt werden sollte. Bei der DC-3 hatte man gegenüber der DC-2 den Rumpf von 1,68 m Durchmesser auf 2,3 m aufgedickt, was den Einbau von drei Sitzen pro Reihe ermöglichte und die Wirtschaftlichkeit steigerte.
Die militärisch genutzten Versionen der DC-2 hießen bei der US Navy R2D und bei den United States Army Air Forces C-32A, C-33, C-34, C-38, C-39, C-41 und C-42. Im Weiteren wurde aus der DC-2 der Bomber B-18 „Bolo“ abgeleitet.

## Geschichte
Zum Beginn der 1930er-Jahre begann die amerikanische Luftfahrtindustrie mit der Konstruktion von Flugzeugen mit Metallrümpfen, da Holzkonstruktionen nicht mehr den Sicherheitsanforderungen genügten. Die Transcontinental and Western Air (T&WA) suchte, um den Boeing 247 der United Air Lines Konkurrenz machen zu können, nach einem Flugzeug mit einem komplett aus Metall gefertigten Rumpf und Dreiblattpropeller.
Douglas präsentierte daraufhin den Prototyp DC-1 mit Platz für zwölf Passagiere.
Die TWA war mit dem Grundkonzept zufrieden und bestellte 20 DC-2 mit verbesserten Triebwerken und Platz für 14 Passagiere. Auch das Interesse anderer Fluggesellschaften war geweckt und weitere Bestellungen gingen ein. Die Flugzeuge für europäische Kunden, unter ihnen die tschechoslowakische CLS, Deutsche Lufthansa, KLM, LOT und Swissair, wurden von Fokker in den Niederlanden aus Douglas-Teilen endmontiert.
In Japan wurden ebenfalls 5 DC-2 montiert und eine komplette geliefert. Strittig ist, ob und in welchem Umfang die 5 Maschinen aus dort selbst hergestellten Komponenten zusammengebaut oder lediglich aus Douglas-Teilen endmontiert wurden. Sie kamen von 1936 bis 1938 bei Nihon Kōkū Yusō Kabushiki Kaisha – NKYKK (Japan Air Transport Corp.) zum Einsatz. Dann wurden dort 32 Stück der Nakajima AT-2 als kleinere, oberflächlich ähnliche Kopie der DC-2 hergestellt.
Obwohl sie ständig im Schatten ihres Nachfolgemodells DC-3 stand, war es die DC-2, die zeigte, dass Passagiere sowohl komfortabel als auch sicher und zuverlässig transportiert werden können. Für die privaten US-amerikanischen Fluggesellschaften war die DC-2 auch in anderer Hinsicht ein wichtiger Meilenstein. Zum ersten Mal hatten sie ein Flugzeug, das wirtschaftlich genug war, um alleine durch den Passagiertransport rentabel zu sein. Bis dahin waren alle Flugzeuge stark von Subventionen und Aufträgen zur Postbeförderung abhängig gewesen. Insgesamt wurden 201 DC-2 in den Vereinigten Staaten gebaut (komplett oder als Bausatz); die genaue Anzahl eventueller weiterer japanischen Maschinen ist umstritten.
Ihre Sternstunde hatte die DC-2 wahrscheinlich im Oktober 1934, als die „Uiver“ für die KLM den zweiten Platz im MacRobertson-Luftrennen von Mildenhall (England) nach Melbourne (Australien) errang sowie den Sieg in der Handicap-Wertung. Die „Uiver“ legte die Strecke in einer Zeit von 90 Stunden und 13 Minuten zurück und schlug unter anderem auch eine ebenfalls teilnehmende Boeing 247. Bemerkenswert war die Tatsache, dass diese DC-2 trotz einer Notlandung in Albury (Australien), bei der die Fracht ausgeladen werden musste, nur einer speziell für dieses Rennen konstruierten De Havilland DH.88 Comet unterlag. Kurze Zeit nach diesem Rekord verunglückte die Douglas DC-2 „Uiver“ der KLM am 20. Dezember 1934 im Irak. Es war der erste Totalverlust dieses Flugzeugtyps.
Weltweite Bekanntheit erlangte die DC-2 im Jahr 1937 durch den oscarprämierten Film Lost Horizon, indem erstmals eine Flugzeugentführung thematisiert wurde. Danach kam die DC-2 bis Anfang der 1940er Jahre in vielen Hollywoodfilmen über zivile Flugzeugkatastrophen zum Einsatz.
Neben der zivilen gab es auch Exemplare der DC-2 für die militärische Nutzung, etwa als Postflugzeuge oder für den Transport von Fracht sowie VIPs (siehe US-Musterbezeichnungen in der Einleitung).

## Produktion
Lieferungen der DC-2: 
| Version | 1934 | 1935 | 1936 | 1937 | 1938 | 1939 | SUMME |
| ------- | ---- | ---- | ---- | ---- | ---- | ---- | ----- |
| DC-2    | 55   | 60   | 17   | 6    |      |      | 138   |
| R2D-1   | 3    | 2    |      |      |      |      | 5     |
| XC-32   |      | 1    |      |      |      |      | 1     |
| C-33    |      |      | 16   | 2    |      |      | 18    |
| C-34    |      |      | 2    |      |      |      | 2     |
| C-39    |      |      |      |      |      | 35   | 35    |
| C-42    |      |      |      |      |      | 1    | 1     |
| SUMME   | 58   | 63   | 35   | 8    | 0    | 36   | 201   |

## Erhaltene Flugzeuge
Die einzige flugtüchtige DC-2 wird durch das niederländische Luftfahrtmuseum Aviodrome betrieben und trägt das gleiche Farbschema wie die „Uiver“. Dabei handelt es sich um die DC-2 mit der Baunummer 1404, die ursprünglich der US Navy gehörte.
Mindestens drei weitere Flugzeuge dieses Typs existieren noch: Im Aviodrome steht auch eine Maschine aus Beständen der Dutch Dakota Association, die früher für die Eastern Air Lines flog. Diese DC-2 mit der Baunummer 1288 befindet sich jedoch in schlechtem Zustand und ist ein künftiges Restaurationsprojekt des Museums.
Eine ursprünglich der Pan Am gehörende DC-2 (Baunummer 1368) wurde von McDonnell Douglas als Museumsflugzeug eingesetzt; diese Flüge wurden jedoch mit der Übernahme von McDonnell Douglas durch Boeing im Jahr 1997 eingestellt. Seit 2005 ist dieses Exemplar im Museum of Flight in Seattle ausgestellt.
In Finnland ist eine DC-2 der finnischen Luftwaffe ausgestellt, die bis 1955 in Betrieb war.

## Zwischenfälle
Von 1934 bis November 2024 kam es zu 114 Totalverlusten von DC-2. Bei 44 davon kamen insgesamt 357 Menschen ums Leben. Beispiele:
- Am 20. Dezember 1934 verunglückte eine auf dem Flughafen Kairo-Almaza gestartete Douglas DC-2-115A der niederländischen KLM Royal Dutch Airlines (Luftfahrzeugkennzeichen PH-AJU) auf ihrem Weiterflug nach Bagdad. In der Nähe von Rutbah Wells im Irak geriet das Flugzeug in einen Sturm mit Starkregen, sank immer weiter bis zum Aufschlag am Boden und explodierte. Alle 7 Insassen, davon 4 Besatzungsmitglieder und 3 Passagiere, kamen ums Leben. Die Maschine war mit zahlreichen Zwischenlandungen unterwegs auf dem Linienflug von Amsterdam nach Batavia (Niederländisch-Indien) (heute Jakarta).[11]

- Am 23. November 1937 wurde eine Douglas DC-2-115D der polnischen LOT (SP-ASJ) auf dem Flug von Saloniki nach Sofia aufgrund eines Navigationsfehlers in das Pirin-Gebirge geflogen. Durch diesen CFIT (Controlled flight into terrain) wurden alle fünf Insassen getötet.[12]

- Am 14. März 1942 stürzte eine Douglas DC-2-221 der China National Aviation Corporation (CNAC) (Luftfahrzeugkennzeichen 31) zwei Kilometer vom Startflugplatz Kunming (China) entfernt ab. Als Ursachen wurden Überladung, der Start von einer nassen, weichen Startbahn und mögliche Triebwerksprobleme ermittelt. Von den 17 Insassen kamen 13 ums Leben, alle 3 US-amerikanische Besatzungsmitglieder und 10 der 14 Passagiere.[13]

- Am 2. Februar 1944 schlug eine Douglas DC-2-115J der spanischen Iberia (EC-AAC) im Anflug auf den Flughafen Barcelona-El Prat (Spanien) in ein Haus ein. Von den 10 Insassen wurden 7 getötet. Das Flugzeug wurde zerstört.[14]

- Am 11. August 1945 verunglückte eine DC-2-243 der Mexicana (XA-DOT) bei schlechtem Wetter am Vulkan Iztaccíhuatl. Alle 16 Menschen an Bord wurden getötet, 4 Besatzungsmitglieder und 12 Passagiere (nach anderer Quelle 4+11, total 15).[15][16]

- Im Oktober 1945 wurde eine Douglas DC-2-115D der spanischen Iberia (EC-AAB) bei einem Unfall an einem unbekannten Ort zerstört. Nähere Einzelheiten sind derzeit nicht verfügbar. Es gab keine Todesfälle.[17]

## Technische Daten

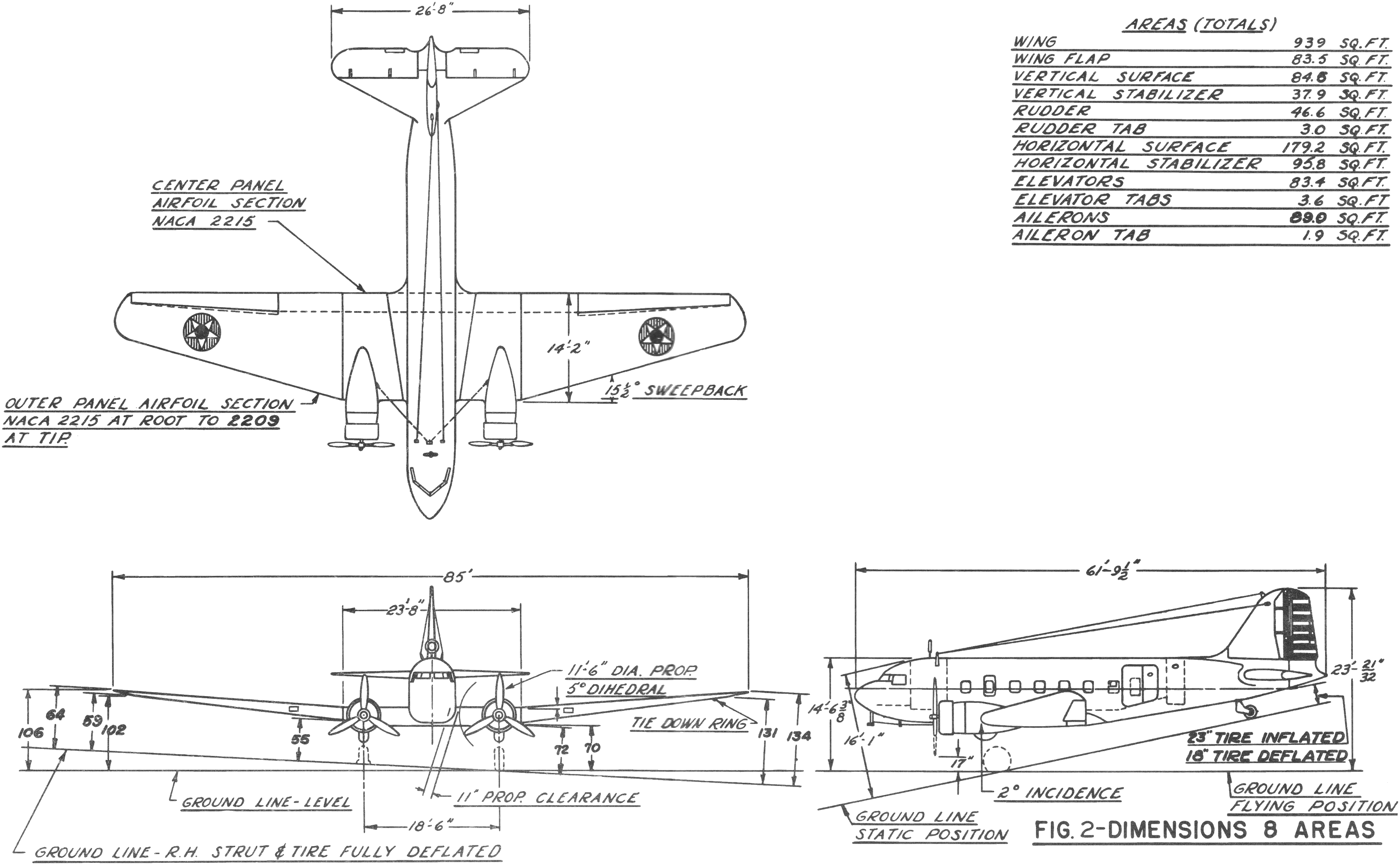
Douglas DC-2

| Kenngröße             | Daten |
| --------------------- | --- |
| Besatzung             | 2–3 |
| Passagiere            | 14 |
| Länge                 | 18,89 m |
| Spannweite            | 25,91 m |
| Höhe                  | 4,97 m |
| Flügelfläche          | 87,23 m² |
| Flügelstreckung       | 7,7 |
| Leermasse             | 5650 kg |
| Startmasse            | 8419 kg |
| Reisegeschwindigkeit  | 306 km/h |
| Höchstgeschwindigkeit | 338 km/h |
| Steigleistung         | 310 m/min |
| Dienstgipfelhöhe      | 6930 m |
| Reichweite            | 1750 km |
| Triebwerke            | zwei Neunzylinder-Sternmotoren Wright SGR-1820-F52 Cyclone je 652 kW (887 PS) Leistung oder Triebwerke anderer Hersteller |